# Histricostoma drenskii
Histricostoma drenskii is een hooiwagen uit de familie aardhooiwagens (Nemastomatidae).